# Nina Bondarawa
Nina Bondarawa (biał. Ніна Бондарава; ur. 30 czerwca 1986 w Homlu) – białoruska wioślarka.

## Osiągnięcia
- Mistrzostwa Świata Juniorów – Troki 2002 – czwórka bez sternika – 1. miejsce[1].
- Puchar Świata 2003:
  - I etap: Mediolan – ósemka – 4. miejsce[1].
- Mistrzostwa Świata Juniorów – Ateny 2003 – ósemka – 5. miejsce[1].
- Puchar Świata 2004:
  - I etap: Poznań – dwójka podwójna – 11. miejsce[1].
- Mistrzostwa Świata Juniorów – Banyoles 2004 – czwórka bez sternika – 2. miejsce[1].
- Mistrzostwa Świata Juniorów – Banyoles 2004 – ósemka – 6. miejsce[1].
- Puchar Świata 2006:
  - II etap: Poznań – ósemka – 6. miejsce[1].
- Mistrzostwa Świata U-23 – Hazewinkel 2006 – ósemka – 2. miejsce[1].
- Mistrzostwa Świata – Eton 2006 – ósemka – 11. miejsce[1].
- Puchar Świata 2007:
  - II etap: Amsterdam – ósemka – 6. miejsce[1].
- Mistrzostwa Świata U-23 – Monachium 2007 – ósemka – 1. miejsce[1].
- Mistrzostwa Europy – Poznań 2007 – ósemka – 4. miejsce[1].
- Mistrzostwa Świata U-23 – Brandenburg 2008 – dwójka bez sternika – 5. miejsce[1].
- Mistrzostwa Świata U-23 – Brandenburg 2008 – ósemka – 3. miejsce[1].
- Puchar Świata 2009:
  - III etap: Lucerna – dwójka bez sternika – 8. miejsce[1].
- Mistrzostwa Świata – Poznań 2009 – dwójka bez sternika – 12. miejsce[1].
- Mistrzostwa Europy – Brześć 2009 – ósemka – 2. miejsce[1].
- Mistrzostwa Europy – Montemor-o-Velho 2010 – ósemka – 6. miejsce[1].